# جان اچ. ریگان
جان اچ. ریگان (به انگلیسی: John H. Reagan) سناتور سابق عضو حزب دموکرات ایالات متحده آمریکا بود. وی در سال ۱۸۸۷ تا ۱۸۹۱ میلادی سناتور ایالت تگزاس در سنای ایالات متحده آمریکا بود.